# Johann Bernhard Bach II
Johann Bernhard Bach (Ohrdruf, 1700. november 24. – Ohrdruf, 1743. június 12.) német zeneszerző és orgonista, Johann Sebastian Bach unokaöccse.
1715-től másolóként dolgozik nagybácsikájánál. 1721-től apját követve orgonista Ohrdrufban. Művei billentyűsdarabok, melyek mára már elvesztek.